# Calyptra hokkaida
Calyptra hokkaida är en fjärilsart som beskrevs av Alfred Ernest Wileman 1922. Calyptra hokkaida ingår i släktet Calyptra och familjen nattflyn. Inga underarter finns listade i Catalogue of Life.